# Пиетро Анастази
Пиетро Анастази (на италиански: Pietro Anastasi) е италиански футболист-национал, нападател.

## Кариера
Започва професионалната си в Масиминяна от родния си град Катания, но големия си пробив прави през 1966 г. в АС Варезе 1910, където до 1968 г. изиграва 66 мача и 17 гола. През 1968 преминава във ФК Ювентус. Тук е най-силният период в неговаа кариера. До 1976 г. изиграва 205 мача със 78 гола. През 1976 преминава в Интер като до 1978 г. изиграва 46 мача със 7 гола. През периода 1978-1981 изиграва за Асколи Калчо 1898 58 мача с 9 гола. Приклюва състезателната си кариера в швейцарския ФК Лугано през сезон 1981-1982 г. В националния отбор на своята страна дебютира през 1968 г. До 1975 г. изиграва 25 мача с отбелязани 8 гола. Златен медалист от Европейското първенство по футбол през 1968 г.